# Radha Charan Gupta
Pour les articles homonymes, voir Gupta.
Radha Charan Gupta, né le 14 août 1935 à Jhansi, dans l'actuel Uttar Pradesh, et mort le 5 septembre 2024, est un historien des mathématiques indien.

## Biographie
Radha Charan Gupta est diplômé de l'Université de Lucknow, où il passe son baccalauréat en 1955 et obtient sa maîtrise en 1957. Il obtient son doctorat en histoire des mathématiques à l'Université de Ranchi (en) en 1971. Il a pour cela travaillé sous la direction de l'historien des mathématiques indiennes T. A. Sarasvati Amma. Puis il a travaillé en tant que maître de conférences au Lucknow Christian College (en) (de 1957 à 1958) et, en 1958, il rejoint l'Institut de technologie de Birla (en), à Mesra. En 1982, il obtient une chaire de professeur. Il prend sa retraite en 1995 comme professeur émérite d'histoire des mathématiques et de la logique. Il est devenu membre correspondant de l'Académie internationale d'histoire des sciences en février 1995.

## Travaux
Gupta s'intéresse depuis la fin des années 1960 à l'histoire des mathématiques, en particulier le développement de la trigonométrie indienne. En particulier ses travaux sur Parameshvara (en) et son approximation de la fonction sinus et sur Govindasvāmi (en) et son interpolation des tables de sinus sont importantes.

## Prix et distinctions
En 1991, il est élu membre de l' Académie nationale des sciences de l'Inde (en), et, en 1994, il devient président de l'Association des professeurs de mathématiques de l'Inde. En 1979, il a fondé la revue Ganita Bharati.
En 2009, il a reçu le Prix Kenneth O. May aux côtés du mathématicien britannique Ivor Grattan-Guinness,,. Il est notamment le premier indien à recevoir ce prix.

## Publications
- Historiography of Mathematics in India. In Joseph Dauben, Christoph Scriba (éd): « Writing the History of Mathematics », Birkhäuser 2002.
- Il a rédigé 8 des articles de l'Encyclopaedia of the History of Science, Technology, and Medicine in Non-Western Cultures.